# Pedro Alcántara García
Pedro Alcántara García Navarro (Córdoba, 1842-Madrid, 1906) fue un pedagogo y escritor español del siglo XIX.

## Biografía
Nació el 8 de mayo de 1842 en Córdoba. Pedagogo y literato, fue profesor de las Escuelas Normales y secretario de la Universidad de Madrid.  Fue autor de numerosas obras dedicadas a la enseñanza.  En los años de 1863 a 1864 fue redactor de los periódicos madrileños La Tribuna Española y La Nación Española. Hacia comienzos del siglo XX dirigía La Escuela Moderna, revista pedagógica hispanoamericana. Falleció el 6 de junio de 1906 en Madrid.